# That's What Friends Are For (canción)
«That's What Friends Are For» es una canción compuesta por el cantautor estadounidense Paul Williams, e interpretada por el músico B. J. Thomas. Fue publicada en junio de 1972 como el segundo sencillo de su álbum Billy Joe Thomas.

## Recepción de la crítica
Un escritor no especificado de la revista Cash Box elogió el “arreglo excelente y sensible” en la versión de Williams. mientras que Record World calificó «That's What Friends Are For» como “su mejor apuesta hasta el momento para conseguir un éxito”.

## Lista de canciones
- 7-inch – Scepter SCE-12354[4]

1. «That's What Friends Are For» – 4:00
2. «I Get Enthused» – 2:26

## Posicionamiento
| Gráfica (1972)                              | Pico de posición |
| ------------------------------------------- | ---------------- |
| Estados Unidos (Billboard Hot 100)          | 74               |
| Estados Unidos (Billboard Easy Listening)   | 38               |
| Estados Unidos (Cash Box Top 100 Singles)   | 85               |
| Estados Unidos (Record World Singles Chart) | 86               |

## Otras versiones
Paul Williams publicó su propia versión de la canción en su álbum Here Comes Inspiration (1974). «That's What Friends Are For» fue versionada por el cantante estadounidense Jack Jones en su álbum Harbour (1974). La cantante Rita Coolidge incluyó una versión de la canción en su cuarto álbum de estudio en solitario Fall into Spring (1974).